# Alma Siedhoff-Buscher
Alma Siedhoff-Buscher (Kreuztal, 4 de enero de 1899-Buchschlag, 25 de septiembre de 1944), nacida como Alma Buscher, fue una diseñadora alemana. Se formó en la Escuela Reimann de Berlín, el Instituto de Enseñanza del Museo de Artes Decorativas de Berlín y la Bauhaus. 

## Biografía
Nació en 1899 en la ciudad de Kreuztal en Renania de Norte-Westfalia (Alemania). A partir de 1917, estudió en la Escuela Reimann de Berlín y luego en el Instituto de Enseñanza del Museo de Artes Decorativas de Berlín (Unterrichtsanstalt des Kunstgewerbemuseums Berlin), antigua escuela de artes aplicadas vinculada al Museo de Artes Decorativas de Berlín (Kunstgewerbemuseum Berlín).
Comenzó sus estudios en 1922 en la Bauhaus, en Weimar. Inicialmente, al igual que el resto de sus compañeros, asistió al curso preliminar dirigido por Johannes Itten y a las clases de Paul Klee y Wassily Kandinsky. Más tarde fue aceptada en el taller de tejido, dirigido por Georg Muche, pero en 1923 se cambió al taller de escultura en madera que lideraba Josef Hartwig. En 1923 formó parte de la primera exposición de la Bauhaus, para la que diseñó muebles para habitaciones de niños en el Haus am Horn en Weimar, así como un teatro de títeres y otros juguetes.
En 1924, cuando era todavía estudiante, el Zeiss Kindergarten en Jena fue equipado con muebles diseñados por ella. Ese mismo año, sus diseños de muebles y juguetes se mostraron en una congreso celebrado en Jena para profesores de jardín de infancia, líderes juveniles y prestadores de cuidados infantiles, y también en la exposición Bienestar Juvenil en Turingia celebrada en Weimar.
Se casó con el actor y bailarín Werner Siedhoff (1899-1976) y cuando la Bauhaus se trasladó a Dessau, en 1925, ella y su marido también se trasladaron a este enclave industrial. Se graduó en 1927 y permaneció en Dessau hasta 1928. Tuvo dos hijos con Siedhoff, el actor Joost Siedhoff, nacido en 1926, y Lore, nacida en 1928. A partir de 1928, debido a la profesión de actor de su marido, la familia tuvo que trasladarse en varias ocasiones.
Siedhoff-Buscher falleció durante un bombardeo en la Segunda Guerra Mundial en Buchschlag, cerca de Fráncfort del Meno, el 25 de septiembre de 1944.

## Legado

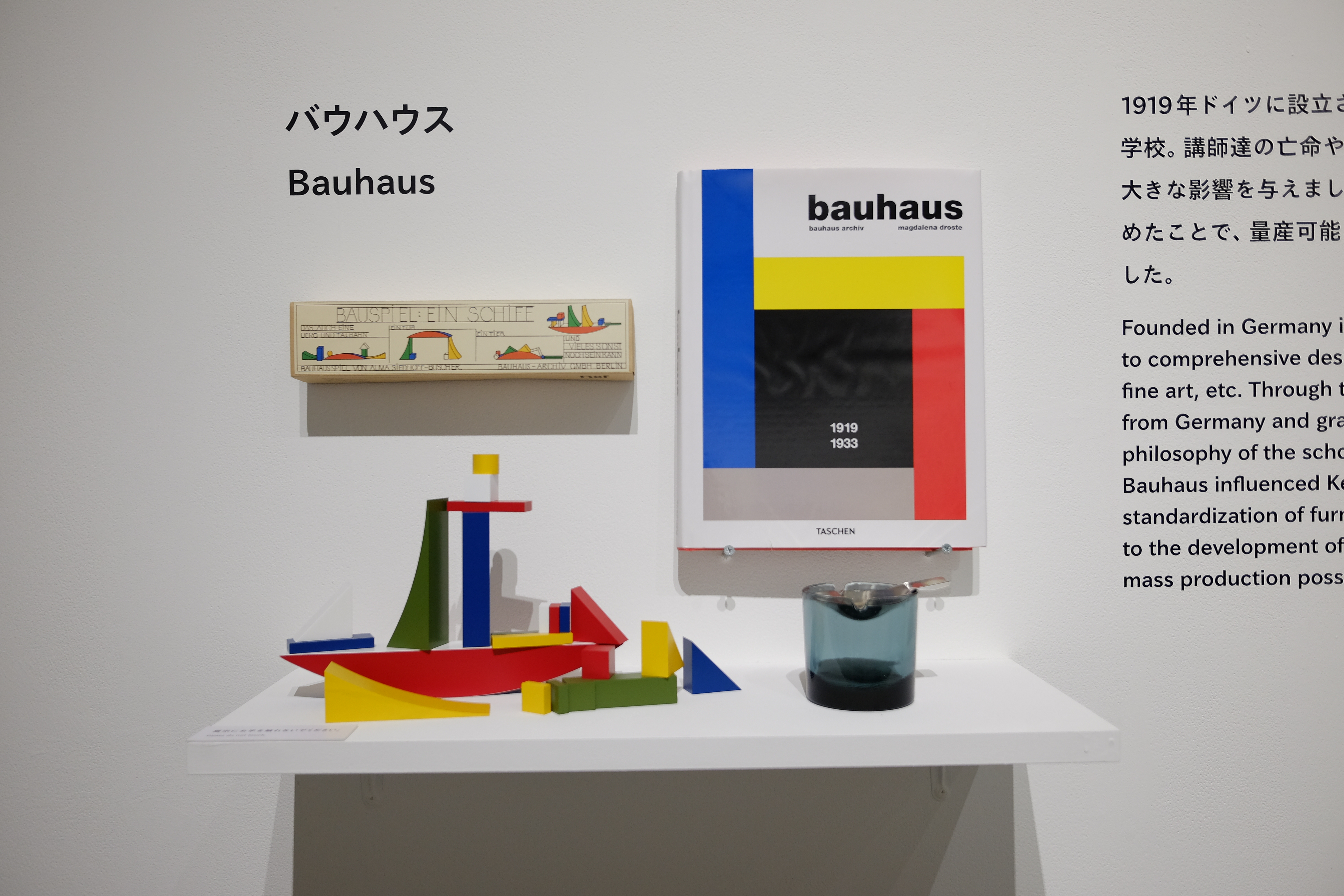
El juego de construcción de barcos de Siedhoff-Buscher en una exposición de 2016 en Tokio.

Dos de sus obras más conocidas son el Kleine Schiffbauspiel ("Pequeño juego de construcción de barcos") que realizó en 1923, el cual consta de 32 piezas de madera de colores, y Große Schiffbauspiel, realizada en 1924, que lo forman 39 piezas. También creó en 1923 las Wurfpuppen (muñecas de cuerda flexible con cabezas de madera) y en 1927 los kits de recortes para grúas y botes de vela, publicados originalmente por Otto Maier-Verlag en Ravensburg. A partir de 1977, tanto los juegos de construcción de barcos como los kits recortables estuvieron disponibles nuevamente.
En 2004-2005 el Museo Bauhaus, Weimar organizó una exposición individual de su trabajo titulada Alma Siedhoff-Buscher: Eine neue Welt für Kinder (Alma Siehoff-Buscher: un nuevo mundo para niños) y otras en el Archivo de la Bauhaus de Berlín en 2006.
El Haus am Horn de 1923, representó un prototipo revolucionario para la vida moderna a la que Siedhoff-Buscher aportó su diseñó de muebles. La Bauhaus y sus sedes en Weimar, Dessau y Bernau forman parte del Patrimonio de la Humanidad desde 1996. En 2018 la Bauhaus se sometió a una importante restauración con motivo de la celebraciones del centenario en 2019.

## Película
Lotte Brendel, el personaje principal de ficción en la película de la televisión alemana Lotte am Bauhaus, emitida por primera vez en ARD en febrero de 2019, está inspirado en la historia de la diseñadora Alma Siedhoff-Buscher.